# Dalgona
Dalgona (tiếng Hàn: 달고나) hay Ppopgi (tiếng Hàn: 뽑기) là một loại kẹo của Hàn Quốc được làm bằng đường nóng chảy và bột Baking Soda. Từng là một món ăn đường phố nổi tiếng trong thập niên 70 và 80, ngày nay dalgona vẫn được coi là một món ăn vặt truyền thống.
Các quán cà phê hiện đại ở Hàn Quốc thường có các đồ uống khác lạ như cà phê hay trà có đá được phủ lên kem được gọi là cà phê Dalgona cùng nhiều món bánh ngọt khác. Vài quán cà phê cũng có thêm các món huơng vị dalgona như Bingsu và Souffle.
Dalgona là một thành phần nổi bật trong series phim Trò chơi con mực, dẫn đến sự nổi tiếng trở lại của món kẹo này ở Hàn Quốc và thế giới. Gian hàng cung cấp kẹo cho bộ phim đã tăng gấp đôi lượng hàng bán. Mọi người cũng đã đăng các thử thách làm món kẹo này tại nhà trên mạng xã hội.

## Cách làm
Khi một ít muối nở được trộn vào đường chảy, chúng sẽ phân hủy nhiệt thành CO₂, làm cho đường chảy phồng lên và trở thành kẹo giòn và có vị nhạt khi để nguội và cứng lại. Thông thường, dung dịch đường được đổ lên một bề mặt phẳng sau đó ép phẳng xuống và tạo khuôn với nhiều hình mẫu khác nhau. Thực khách sẽ thử chọc xung quanh viền hình đã được ép khuôn mà không làm vỡ nó. Nếu có thể tách được hình ra mà không làm vỡ kẹo, người mua nhận được một cây Dalgona miễn phí khác.

## Các tên gọi khác
Dalgona ban đầu là một thuật ngữ dùng để chỉ các món kẹo đắt tiền dùng glucose không có khuôn, trong khi ppopgi ban đầu là các loại kẹo làm từ đường và có thể ép khuôn thành ngôi sao và hình tròn. Vì kẹo dalgona rất ít khi làm bằng khuôn, từ dalgona bắt đầu đựoc dùng để chỉ ppopgi. Nó thường được gọi là 뽑기 (ppopgi) ở tỉnh Gyeonggi bao gồm Seoul và Incheon, nhưng nó tên khác nhau ở mỗi vùng.
- 띠기 (ttigi): Tên này được sử dụng nhiều nhất ở Daejeon, và nó cũng được dùng ở đa số tỉnh Chungcheong ngoại trừ Cheongju và đa số tỉnh Jeolla ngoại trừ Gwangju. '띠기(ttigi)' thể hiện đặc điểm giọng địa phuơng của Chungcheong và Jeolla trong đó nguyên âm'ㅔ(e)' được chuyển thành 'ㅣ(i)', và khi chuyển nó thành tiếng Hàn tiêu chuẩn, nó trở thành '떼기(ttegi)'.
- 국자 (gukja): Tên này thường được sử dụng ở Daegu và tỉnh Gyeongsang Bắc, và tên này được lấy cảm hứng từ từ '국자 (muôi)' vì nó được làm văn ăn trong cái muôi (vá). Thêm vào đó, nó cũng được gọi là '파짜꿍 (pajjakkung)', nhưng từ đó không phổ biến bằng '국자 (muôi).
- 쪽자 (jjokja): Từ này thường được dùng ở tỉnh Gyeongsang Nam, và có thể nó bắt nguồn từ tiếng địa phương của cái muôi, nhưng điều đó chưa được kiểm chứng.
- 오리떼기/오리띠기 (orittegi/orittigi): Từ này thường được dùng ở Masan và bắt nguồn từ tiếng địa phương của từ '오려서 떼기 (cắt và kéo ra)'.
- 똥과자 (ttonggwaja): Ở Busan, cũng có thể gọi nó là '똥과자 (ttonggwaja)' thay vì '쪽자 (jjokja)'. Nghĩa của tên đó là '똥과자 (bánh quy phân)' vì nó trông giống phân.[17]
- 떼기 (ttegi): Ở Đảo Jeju, như Chungcheong và Jeolla, nó được gọi là '떼기 (ttegi)' bằng cách dùng tiếng Hàn tiêu chuẩn thay vì '띠기 (ttigi)', một phương ngữ. Ngoài ra, nó còn được gọi là '띠까 (tikka)' ở vài vùng của Seogwipo.

Từ thập niên 70-80 đến đầu những năm 2000, khi sự nổi tiếng của '뽑기 (ppopgi)' đang rất cao, truyền thông không có ảnh hưởng lớn, nên tên thường khác biệt tùy vùng. Tuy nhiên, trong các thế hệ sau, sự phổ biến của điện thoại thông minh và sự ảnh hưởng của truyền thông tăng lên, và ảnh hưởng của vùng Seoul/Gyeonggi, nơi có nhiều phương tiện truyền thông từ trước, đã tăng lên. Từ đó, tên địa phương mất dần ảnh hưởng, và đa số học sinh cấp hai và cấp ba Hàn Quốc giờ gọi chúng là dalgona.

## Thư viện ảnh

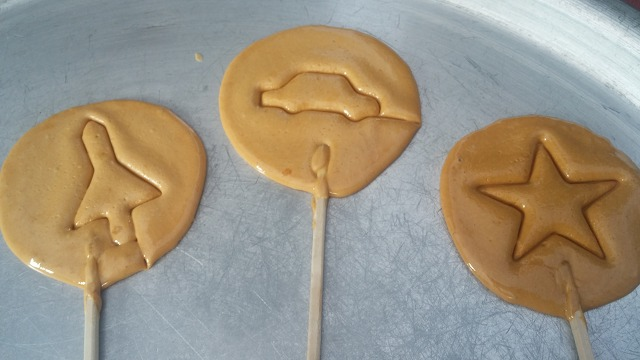
Dalgona sau khi được tạo hình theo khuôn
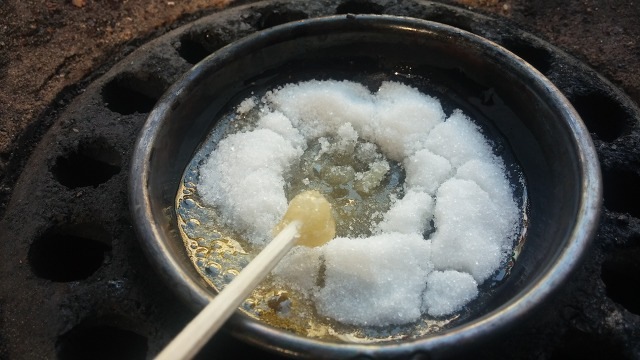
Làm Dalgona trên Yeontan (lò than nướng bánh)
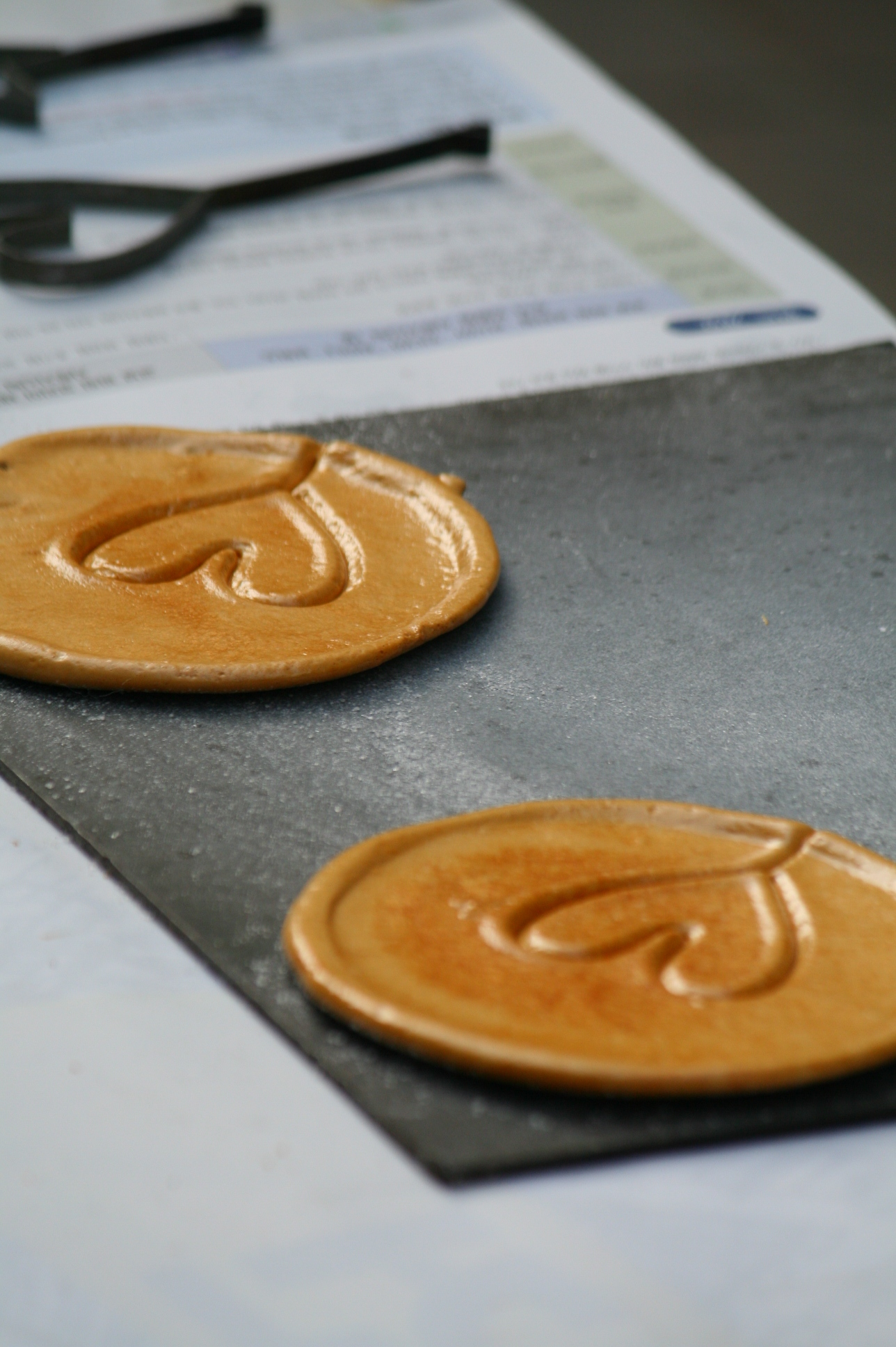
Dalgona được tạo hình trái tim
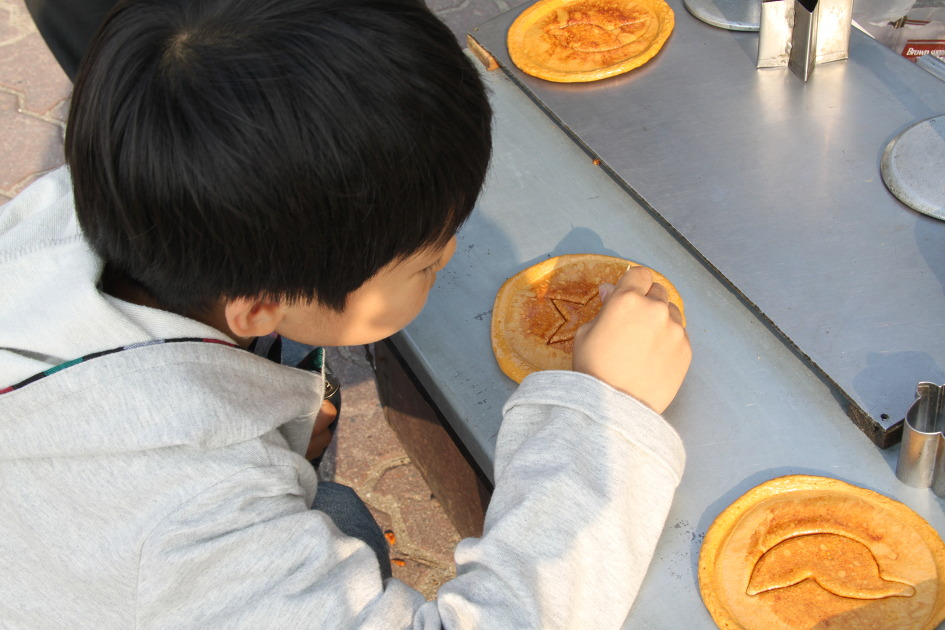
Trẻ em đang thử tách hình ra khỏi kẹo Dalgona
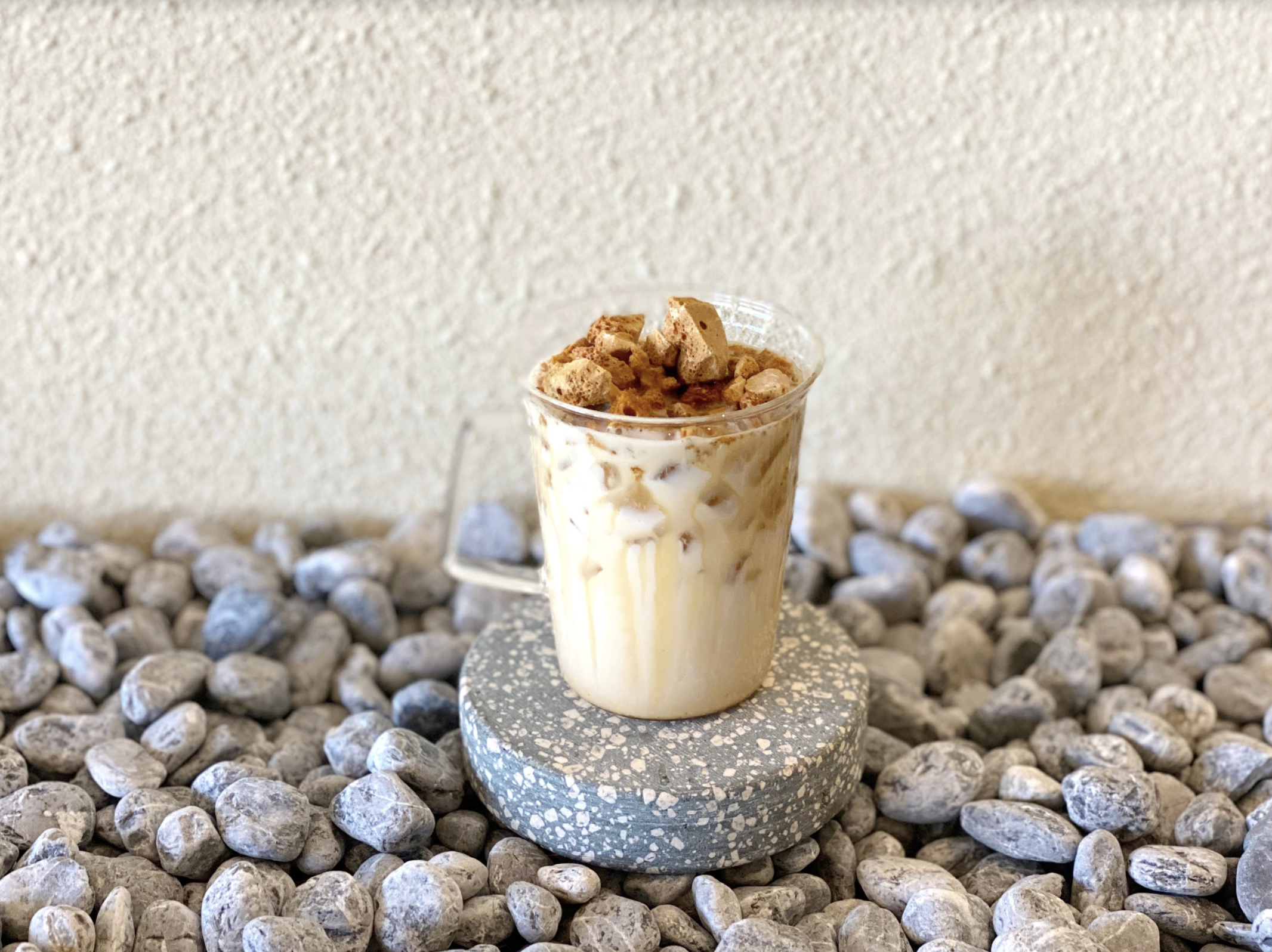
Trà đá phủ kem cà phê vị Dalgona ở một quán cà phê Seoul hiện đại
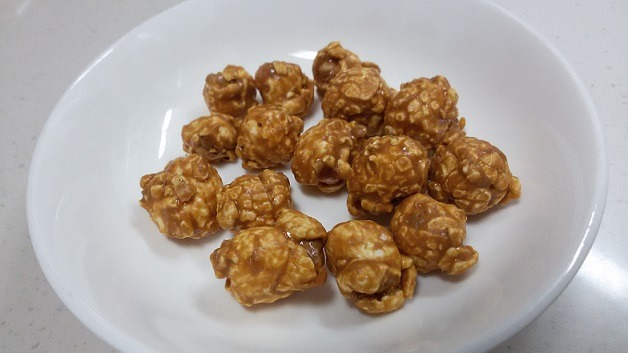
Bỏng ngô (Bắp rang bơ) vị Dalgona